# Valle di Preševo
La valle di Preševo (in serbo Прешевска долина?, Preševska dolina, in albanese Lugina e Preshevës) è una regione della Serbia meridionale composta dai comuni di Bujanovac e Preševo (a volte il comune di Medveđa è compreso nella valle di Preševo). Geopoliticamente, la regione è il centro della comunità albanese in Serbia, con albanesi che comprendono l'89% di Preševo e il 54,6% di Bujanovac.
In albanese la zona è denominata Lugina e Preshevës e in serbo come Preševska dolina. Gli albanesi a volte chiamano anche la regione del Kosovo orientale, il che fa riferimento al Vilayet del Kosovo, da cui questa zona fu incorporata nella Serbia nel 1913. A causa delle richieste albanesi di autonomia territoriale, l'uso della "valle di Preševo" è in qualche modo caricato politicamente. Nelle dichiarazioni ufficiali serbe, l'area viene generalmente definita "territorio dei comuni di Preševo, Bujanovac e Medveđa". 

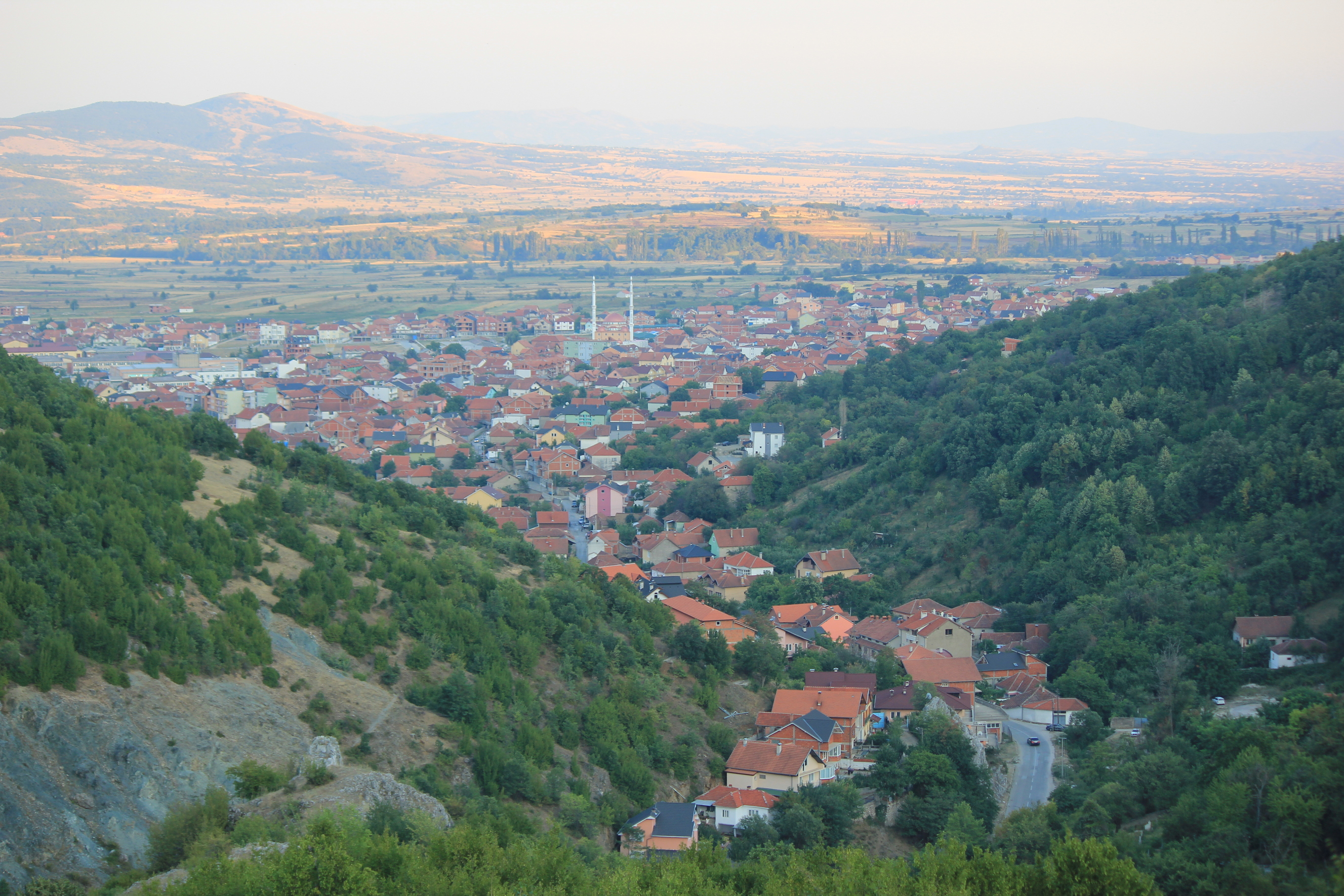
Vista di Preševo, la città più grande della regione

## Geografia
Geograficamente, la valle di Preševo è confinante con il bacino del fiume Preševska Moravica (Lumi i Preshevës) dalla sorgente vicino alla città di Preševo fino alla confluenza con Morava meridionale a Bujanovac. Fa parte della rotta Nord-Sud Morava/Vardar attraverso i Balcani, che segue i flussi della Grande Morava e della Morava meridionale attraverso la Serbia. Questo percorso trasporta il corridoio paneuropeo X ed E75. L'importanza di questa rotta per la Serbia è aumentata dal 1999, quando la principale via alternativa, attraverso Pristina, è diventata inutilizzabile a causa della guerra del Kosovo e della conseguente perdita del controllo serbo sul Kosovo.

## Storia
Nel 1938, durante la colonizzazione del Kosovo, Preševo fu designata nella Convenzione turco-jugoslava come una delle aree la cui popolazione sarebbe stata costretta a migrare in Turchia.
Il governo comunista jugoslavo, cercando di mantenere le strade e le linee ferroviarie che attraversavano la regione e anche di controllare i nazionalisti albanesi, separò questa regione dal Kosovo e la organizzò in Serbia. Durante la guerra del Kosovo 6–8.000 albanesi hanno lasciato l'area. Hanno riferito di essere stati arruolati e i paramilitari serbi stavano cercando di forzarli in caserme militari.

### Conflitto nella valle di Preševo
Nel 2001, come seguito alla guerra del Kosovo, ci furono scontri tra forze di sicurezza serbe e guerriglieri etnici albanesi legati all'esercito di liberazione del Kosovo (KLA), noto come esercito di liberazione di Preševo, Medveđa e Bujanovac ( albanese: Ushtria Çlirimtare e Preshevës, Medvegjës dhe Bujanocit, UÇPMB). Lo scopo di UÇPM era di prendere il pieno controllo di Preševo, Bujanovac e Medveđa e di tenerli fino a quando le terre adiacenti, il Kosovo e la Macedonia occidentale, passassero anch'esse al controllo albanese. Ciò avrebbe dovuto essere seguito dalla graduale apertura dei confini. Mancando l'attenzione dei media internazionali, gli incidenti si sono interrotti quando le attività si sono diffuse a sud del confine in Macedonia, da dove l'organizzazione gemella National Liberation Army, ha intrapreso una guerra contro le autorità macedoni. Il conflitto nella valle di Presevo si concluse dopo un intervento internazionale che portò al trattato di pace, che smilitarizzò l'area, amnestò l'UÇPMB e concesse all'esercito jugoslavo l'ingresso nella regione sotto l' approvazione della NATO .
Nel settembre 2007, Boris Tadić dichiarò "che ex e attuali terroristi, che di recente sono riusciti a fuggire dalla prigione in Kosovo, erano situati nelle regioni settentrionali della Repubblica di Macedonia". Secondo Tadić, "i terroristi stanno pianificando nuovi attacchi ai comuni della Serbia meridionale per avviare un nuovo conflitto nella valle di Preševo".

## Demografia
La valle di Preševo è composta da due comuni, Preševo e Bujanovac . Il censimento del 2002 ha registrato 34.904 persone a Preševo e 43.302 a Bujanovac (78.206 in totale; 54.779 albanesi). La maggior parte della popolazione albanese ha boicottato il censimento del 2011. Il governo serbo ha stimato che il numero di abitanti in questi due comuni è 67.900 (di cui quasi il 70% sono albanesi). Gli albanesi sono la maggioranza sia a Preševo che a Bujanovac, mentre i serbi sono il secondo gruppo etnico più grande. Nel 2002 Medveđa contava 10.760 cittadini (2.816 albanesi). 
| Comune    | Superficie in km² | Popolazione (2002) |
| --------- | ----------------- | ------------------ |
| Preševo   | 264               | 34.904             |
| Bujanovac | 461               | 43.302             |
| Medveđa*  | 524               | 10.760             |
| Totale    | 1.249             | 88.966             |

## Politica
Gli albanesi dell'area sono rappresentati politicamente dal Partito per l'azione democratica, che ha vinto due seggi alle elezioni parlamentari del 2014 . Altri partiti hanno boicottato le elezioni, citando un profondo malcontento per il trattamento da parte di Belgrado della minoranza albanese come uno dei motivi principali. Di conseguenza, l'Assemblea Nazionale della Serbia ha solo due etnici albanesi.
I rappresentanti dei comuni di Preševo, Bujanovac e Medveđa hanno adottato una dichiarazione che chiede la formazione della "regione della valle di Preševo" all'inizio di agosto 2009. Milan Marković, presidente dell'organismo di coordinamento di Preševo, Bujanovac e Medveđa ha dichiarato che tali richieste non risolveranno alcun problema.
La regione è spesso menzionata in relazione ai negoziati politici sul processo di status del Kosovo . I leader albanesi della Valle volevano partecipare ai colloqui, ma non gli era permesso. Uno scambio territoriale tra Serbia e Kosovo che coinvolge la valle e il Kosovo settentrionale è un argomento spesso citato nelle dichiarazioni dei media e delle "indagini" informali, ma finora tutte le parti del processo ufficiale hanno respinto qualsiasi prospettiva di un cambio di frontiera. Uno studioso cinese ha proposto un altro scambio di territori: il serbo enclave a sud del fiume Ibar con la valle di Preševo.